# Kochanku wróć
Kochanku wróć – amerykańska komedia romantyczna z 1961 roku.

## Główne role
- Rock Hudson – Jerry Webster
- Doris Day – Carol Templeton
- Tony Randall – Peter Pete Ramsey
- Edie Adams – Rebel Davis
- Jack Oakie – J. Paxton Miller
- Jack Kruschen – Dr Linus Tyler
- Ann B. Davis – Millie, sekretarka Carol
- Joe Flynn – Hadley
- Howard St. John – Pan John Brackett
- Karen Norris – Kelly, sekretarka Jerry'ego
- Jack Albertson – Fred
- Charles Watts – Charlie
- Donna Douglas – Deborah, sekretarka Petera

## Fabuła
Jerry Webster i Carol Templeton pracują w przemyśle reklamowym, ale w różnych agencjach. Carol jest naiwna i pracowita. Poświęca wiele czasu na przygotowanie propozycji reklamy dla bogatego klienta. Jerry jest leniwy i cyniczny. Dowiaduje się o upodobaniach klienta i organizuje dla niego imprezę z alkoholem i dziewczynami. Dodatkowo, aby przypodobać się jemu, udaje zwolennika Konfederacji. Zdenerwowana metodami Jerry'ego, Carol oskarża go o nieetyczne metody zdobywania klientów. Przekupuje jedną z kobiet Jerry'ego, by złożyła obciążające go zeznania.

## Nagrody i nominacje
34. ceremonia wręczenia Oscarów
- Najlepszy scenariusz oryginalny i nowela filmowa – Stanley Shapiro, Paul Henning (nominacja)

19. ceremonia wręczenia Złotych Globów
- Najlepszy aktor drugoplanowy – Tony Randall (nominacja)